# Qyzylorda (provins)

Lägeskarta

Qyzylorda är en provins i södra Kazakstan med en yta på 226 000 km² och 633 092 invånare (2005). Den har fått sitt namn efter huvudorten Qyzylorda. Inom provinsen ligger rymdhamnen Bajkonur som dock utgör en egen administrativ enhet på provinsiell nivå.